# Richard Hudson
Richard Hudson, född 1957 i Yorkshire, är en brittisk skulptör.
Richard Hudson började skulptera först efter många år på resande fot. Han bor och arbetar i Madrid i Spanien.                  

## Offentliga verk i urval
- Marilyn, rostfritt stål, Ekebergparken skulpturpark i Oslo